# Клишино (Рязанская область)
Клишино — деревня в Рыбновском районе Рязанской области. Входит в Пионерское сельское поселение.

## География
Находится в западной части Рязанской области на расстоянии приблизительно 30 км на запад-юго-запад по прямой от железнодорожного вокзала в городе Рыбное.

## История
На карте 1850 года показана как поселение с 12 дворами. В 1859 году здесь (тогда сельцо Зарайского уезда Рязанской губернии) было учтено 28 дворов, в 1897 — 28.

## Население
Численность населения: 145 человек (1859 год), 221 (1897), 0 в 2002 году, 3 в 2010.